# Sarız
Sarız là một huyện thuộc tỉnh Kayseri, Thổ Nhĩ Kỳ. Huyện có diện tích 1220 km² và dân số thời điểm năm 2007 là 12705 người, mật độ 10 người/km².